# تيم ميلر (لاعب هوكي الجليد)
تيم ميلر (بالإنجليزية: Tim Miller)‏ هو لاعب هوكي الجليد أمريكي، ولد في 6 مارس 1987 في بلدة سبرينغفيلد في الولايات المتحدة.

## وصلات خارجية
- تيم ميلر على موقع دوري الهوكي الوطني (الإنجليزية)
- تيم ميلر على موقع EliteProspects.com (الإنجليزية)
- تيم ميلر على موقع HockeyDB.com (الإنجليزية)